# Scutirodes apis
Scutirodes apis là một loài bướm đêm trong họ Noctuidae.